# Samurai (Die Apokalyptischen Reiter)
Samurai è il quinto album del gruppo death/folk metal tedesco Die Apokalyptischen Reiter, pubblicato nel 2004.

## Tracce
1. Wahnsinn – 3:05
2. Eruption – 4:09
3. Rock 'n' Roll – 1:57
4. The Silence of Sorrow – 3:52
5. Der Teufel – 5:15
6. Reitermaniacs – 5:46
7. Barmherzigkeit – 3:29
8. Per Aspera ad Astra – 4:31
9. Lazy Day – 3:12
10. Die Sonne scheint – 3:09
11. Roll My Heart – 2:37
12. Hey-Ho – 3:58
13. Northern Lights – 3:18

## Formazione
- Fuchs - voce
- Pitrone - chitarra
- Volk-Man - basso
- Sir G - batteria
- Dr. Pest - tastiere